# 핵심부 전자
핵심부 전자(영어: Core electron)는 원자에서 원자가 전자가 아니며 화학 결합에 직접적으로 참여하지 않는 전자이다. 원자핵과 원자의 핵심부 전자는 원자핵을 형성한다. 핵심부 전자는 핵에 강하게 결합되어 있다. 따라서 원자가 전자와 달리 핵심부 전자는 원자핵의 양전하를 원자가 전자로부터 가림으로써 화학 결합 및 반응에서 이차적인 역할을 한다.
원소의 원자가 전자의 수는 원소의 주기율표 족으로 결정할 수 있다(원자가 전자 참조):
- 전형 원소의 경우, 원자가 전자의 수는 1에서 8까지이다(ns 및 np 궤도).
- 전이 금속의 경우, 원자가 전자의 수는 3에서 12까지이다(ns 및 (n−1)d 궤도).
- 란타넘족 및 악티늄족의 경우, 원자가 전자의 수는 3에서 16까지이다(ns, (n−2)f 및 (n−1)d 궤도).

해당 원소의 원자에 대한 다른 비원자가 전자는 모두 핵심부 전자로 간주된다.

## 궤도 이론
핵심부 전자와 원자가 전자의 차이에 대한 더 복잡한 설명은 원자 궤도 이론으로 설명할 수 있다.
단일 전자를 가진 원자에서 궤도의 에너지는 주양자수 n에 의해서만 결정된다. n = 1 궤도는 원자에서 가능한 가장 낮은 에너지를 갖는다. n이 크면 에너지가 너무 많이 증가하여 전자가 원자에서 쉽게 벗어날 수 있다. 단일 전자 원자에서 동일한 주양자수를 가진 모든 에너지 준위는 축퇴되어 동일한 에너지를 갖는다.
하나 이상의 전자를 가진 원자에서 전자의 에너지는 전자가 위치하는 궤도의 특성뿐만 아니라 다른 궤도의 다른 전자와의 상호 작용에도 의존한다. 이것은 ℓ 양자수를 고려해야 한다. ℓ 값이 높을수록 에너지 값이 높아진다. 예를 들어, 2p 상태는 2s 상태보다 높다. ℓ = 2일 때, 궤도의 에너지 증가는 궤도 에너지를 다음 상위 껍질의 s-궤도 에너지 위로 밀어 올릴 만큼 충분히 커진다. ℓ = 3일 때 에너지는 두 단계 위의 껍질로 밀려난다. 3d 궤도는 4s 궤도가 채워질 때까지 채워지지 않는다.
더 큰 원자에서 각운동량이 증가하는 부껍질의 에너지 증가는 전자-전자 상호 작용 효과 때문이며, 특히 낮은 각운동량 전자가 핵으로 더 효과적으로 침투하여 중간 전자 전하의 가림 효과를 덜 받는 능력과 관련이 있다. 따라서 원자 번호가 높은 원자에서 전자의 ℓ은 에너지 결정 요인이 점점 더 중요해지고, 전자의 주양자수 n은 에너지 배치에서 점점 덜 중요해진다. 처음 35개 부껍질(예: 1s, 2s, 2p, 3s 등)의 에너지 순서는 다음 표에 나와 있다[표 없음?]. 각 셀은 각각 행 및 열 인덱스로 주어진 n과 ℓ을 가진 부껍질을 나타낸다. 셀의 숫자는 시퀀스에서 부껍질의 위치이다. 아래 주기율표는 부껍질별로 구성되어 있다.

## 원자핵
원자핵은 원자가 전자를 제외한 원자의 중심 부분을 나타낸다. 원자핵은 핵전하라고 불리는 양의 전하를 가지며, 바깥쪽 껍질 전자가 경험하는 유효 핵전하이다. 다시 말해, 핵전하는 핵심부 전자의 가림 효과를 고려하여 원자가 전자가 핵에 대해 경험하는 인력을 나타낸다. 핵전하는 핵의 양성자 수에서 핵심부 전자, 즉 내부 껍질 전자의 수를 뺀 값으로 계산할 수 있으며, 중성 원자에서는 항상 양의 값을 갖는다.
핵의 질량은 원자의 질량과 거의 같다. 원자핵은 충분한 정확도로 구형 대칭으로 간주될 수 있다. 핵 반지름은 해당 원자 반지름의 적어도 3분의 1보다 작다(같은 방법으로 반지름을 계산할 경우). 무거운 원자의 경우, 핵 반지름은 전자 수가 증가함에 따라 약간 증가한다. 가장 무거운 자연 발생 원소인 우라늄의 핵 반지름은 리튬 원자의 반지름과 비슷하지만, 리튬은 전자가 3개에 불과하다.
화학적인 방법으로는 핵의 전자를 원자로부터 분리할 수 없다. 불꽃이나 자외선으로 이온화될 때, 원자핵은 일반적으로 손상되지 않는다.
핵전하는 주기율표의 경향을 설명하는 편리한 방법이다. 핵전하가 주기율표의 한 줄을 가로질러 증가함에 따라 바깥쪽 껍질 전자는 핵으로 점점 더 강하게 끌어당겨지고 원자 반지름은 감소한다. 이는 원자 반지름, 제1 이온화 에너지(IE), 전기 음성도, 산화와 같은 여러 주기적 경향을 설명하는 데 사용될 수 있다.
핵전하는 '원자 번호'에서 '바깥 껍질을 제외한 모든 전자'를 뺀 값으로도 계산할 수 있다. 예를 들어, 염소(17번 원소)는 전자 배열 1s2 2s2 2p6 3s2 3p5를 가지며, 17개의 양성자와 10개의 내부 껍질 전자(첫 번째 껍질에 2개, 두 번째 껍질에 8개)를 가지므로:
핵전하 = 17 − 10 = +7
핵전하는 전자의 완성된 껍질이 '가림막' 역할을 한다고 가정할 때 핵의 순전하이다. 핵전하가 증가함에 따라 원자가 전자는 핵에 더 강하게 끌어당겨지며, 해당 주기에서 원자 반지름은 감소한다.

## 상대론적 효과
원자 번호 Z가 높은 원소의 경우 핵심부 전자에서 상대론적 효과를 관찰할 수 있다. 핵심부 s 전자의 속도는 상대론적 운동량에 도달하여 6s 궤도가 5d 궤도에 비해 수축한다. 이러한 상대론적 효과에 영향을 받는 물리적 특성에는 수은의 녹는점 저하와 에너지 간격이 좁아져 관찰되는 금과 세슘의 황금색이 포함된다. 금은 다른 가시광선 파장보다 푸른 빛을 더 많이 흡수하므로 노란색을 띠는 빛을 반사하기 때문에 노란색으로 보인다.

## 전자 전이
핵심부 전자는 전자기 복사 흡수에 의해 핵심부 준위에서 제거될 수 있다. 이것은 전자를 빈 원자가 껍질로 들뜨게 하거나 광전 효과로 인해 광전자로서 방출되게 한다. 그 결과로 생성된 원자는 핵심부 전자 껍질에 빈 공간을 가지게 되며, 종종 핵심부 구멍이라고 불린다. 이는 준안정 상태이며 10−15 s 이내에 붕괴하여 X선 형광(특성 X선) 또는 오제 효과를 통해 과도한 에너지를 방출한다. 낮은 에너지 궤도로 떨어지는 원자가 전자에 의해 방출되는 에너지를 감지하면 물질의 전자 및 국소 격자 구조에 대한 유용한 정보를 얻을 수 있다. 대부분의 경우 이 에너지는 광자 형태로 방출되지만, 에너지는 다른 전자에게 전달되어 원자에서 방출될 수도 있다. 이렇게 두 번째로 방출되는 전자를 오제 전자라고 하며, 간접 복사 방출을 동반하는 이 전자 전이 과정을 오제 효과라고 한다.
수소를 제외한 모든 원자는 잘 정의된 결합 에너지를 가진 핵심부 준위 전자를 갖는다. 따라서 X선 에너지를 적절한 흡수단에 맞춰 조절하여 탐사할 원소를 선택할 수 있다. 방출되는 복사의 스펙트럼은 물질의 원소 조성을 결정하는 데 사용될 수 있다.

## 같이 보기
- 원자 궤도
- 오제 효과
- 란타넘족 수축
- 상대론적 양자화학
- 가림 효과
- 표면 핵심 준위 이동
- 원자가 전자